# Eus
Eus là một xã thuộc tỉnh Pyrénées-Orientales trong vùng Occitanie phía nam Pháp. Eus có diện tích 20,08 km2. Xã này nằm ở khu vực có độ cao trung bình 349 mét trên mực nước biển.